# Gilber Caro
Pour les articles homonymes, voir Caro.
Gilber Caro est un homme politique vénézuélien.

## Biographie
Élu député lors des élections législatives vénézuéliennes de 2015, il est arrêté le 11 janvier 2017. Libéré en septembre 2021, il part en exil.